# Inverse Matrix
Die inverse Matrix, reziproke Matrix, Kehrmatrix oder kurz Inverse einer quadratischen Matrix ist in der Mathematik eine ebenfalls quadratische Matrix, die mit der Ausgangsmatrix multipliziert die Einheitsmatrix ergibt. Nicht jede quadratische Matrix besitzt eine Inverse; die invertierbaren Matrizen werden reguläre Matrizen genannt. Eine reguläre Matrix ist die Darstellungsmatrix einer bijektiven linearen Abbildung und die inverse Matrix stellt dann die Umkehrabbildung dieser Abbildung dar. Die Menge der regulären Matrizen fester Größe bildet mit der Matrizenmultiplikation als Verknüpfung die allgemeine lineare Gruppe. Die inverse Matrix ist dann das jeweilige inverse Element in dieser Gruppe.
Die Berechnung der Inverse einer Matrix wird auch als Inversion oder Invertierung der Matrix bezeichnet. Die Invertierung einer Matrix kann mit dem Gauß-Jordan-Algorithmus oder über die Adjunkte der Matrix erfolgen. Die inverse Matrix wird in der linearen Algebra unter anderem bei der Lösung linearer Gleichungssysteme, bei Äquivalenzrelationen von Matrizen und bei Matrixzerlegungen verwendet.

## Definition
Ist {\displaystyle A\in R^{n\times n}} eine reguläre Matrix mit Einträgen aus einem unitären Ring {\displaystyle R} (in der Praxis meist dem Körper der reellen Zahlen), dann ist die zugehörige inverse Matrix diejenige Matrix {\displaystyle A^{-1}\in R^{n\times n}}, für die
{\displaystyle A\cdot A^{-1}=A^{-1}\cdot A=I}
gilt, wobei der Malpunkt  {\displaystyle \cdot }  die Matrizenmultiplikation darstellt und {\displaystyle I} die Einheitsmatrix der Größe {\displaystyle n\times n} ist. Ist {\displaystyle R} ein kommutativer Ring, Körper oder Schiefkörper, so sind die beiden Bedingungen äquivalent, das heißt eine rechtsinverse Matrix ist auch linksinvers und umgekehrt.

## Beispiele
Die Inverse der reellen {\displaystyle (2\times 2)}-Matrix
{\displaystyle A={\begin{pmatrix}2&1\\6&4\end{pmatrix}}}
ist
{\displaystyle A^{-1}={\begin{pmatrix}2&-{\tfrac {1}{2}}\\-3&1\end{pmatrix}}},
denn es gilt
{\displaystyle A\cdot A^{-1}={\begin{pmatrix}2&1\\6&4\end{pmatrix}}\cdot {\begin{pmatrix}2&-{\tfrac {1}{2}}\\-3&1\end{pmatrix}}={\begin{pmatrix}4-3&-1+1\\12-12&-3+4\end{pmatrix}}={\begin{pmatrix}1&0\\0&1\end{pmatrix}}=I}.
Die Inverse einer reellen Diagonalmatrix mit Diagonalelementen {\displaystyle d_{1},\ldots ,d_{n}\neq 0} ergibt sich durch Bildung der Kehrwerte aller Diagonalelemente, denn
{\displaystyle \operatorname {diag} \left(d_{1},\ldots ,d_{n}\right)\cdot \operatorname {diag} \left(d_{1}^{-1},\ldots ,d_{n}^{-1}\right)=\operatorname {diag} \left(1,\ldots ,1\right)=I}.

## Eigenschaften

### Gruppeneigenschaften
Die Menge der regulären Matrizen fester Größe über einem unitären Ring {\displaystyle R} bildet mit der Matrizenmultiplikation als Verknüpfung eine (im Allgemeinen nichtkommutative) Gruppe, die allgemeine lineare Gruppe {\displaystyle \operatorname {GL} (n,R)}. In dieser Gruppe ist die Einheitsmatrix das neutrale Element und die inverse Matrix das inverse Element. Als solches ist die Inverse einer Matrix eindeutig definiert und sowohl links-, als auch rechtsinvers. Insbesondere ergibt die Inverse der Einheitsmatrix wieder die Einheitsmatrix, also
{\displaystyle I^{-1}=I},
und die Inverse der inversen Matrix wieder die Ausgangsmatrix, das heißt
{\displaystyle \left(A^{-1}\right)^{-1}=A}.
Die Matrizen {\displaystyle A} und {\displaystyle A^{-1}} werden daher auch zueinander invers genannt. Das Produkt zweier regulärer Matrizen ist wieder regulär und die Inverse des Produkts ist das Produkt der jeweiligen Inversen, allerdings in umgekehrter Reihenfolge:
{\displaystyle \left(A\cdot B\right)^{-1}=B^{-1}\cdot A^{-1}}.
Kann eine Matrix als Produkt leicht invertierbarer Matrizen dargestellt werden, so kann auf diese Weise die Inverse der Matrix schnell ermittelt werden. Für die Inverse des Produkts mehrerer Matrizen gilt die allgemeine Produktformel
{\displaystyle \left(A_{1}\cdot A_{2}\dotsm A_{k}\right)^{-1}=A_{k}^{-1}\dotsm A_{2}^{-1}\cdot A_{1}^{-1}}
mit {\displaystyle k\in \mathbb {N} }. Damit gilt speziell für die Inverse einer Matrixpotenz
{\displaystyle \left(A^{k}\right)^{-1}=\left(A^{-1}\right)^{k}}.
Diese Matrix wird auch durch {\displaystyle A^{-k}} notiert.

### Weitere Eigenschaften
Für die Inverse einer Matrix mit Einträgen aus einem Körper {\displaystyle K} gelten folgende weitere Eigenschaften. Für die Inverse des Produkts einer Matrix mit einem Skalar {\displaystyle c\in K} mit {\displaystyle c\neq 0} gilt
{\displaystyle (cA)^{-1}=c^{-1}A^{-1}}.
Die Inverse der transponierten Matrix ist gleich der Transponierten der Inversen, also
{\displaystyle \left(A^{T}\right)^{-1}=\left(A^{-1}\right)^{T}}.
Gleiches gilt auch für die Inverse einer adjungierten komplexen Matrix
{\displaystyle \left(A^{H}\right)^{-1}=\left(A^{-1}\right)^{H}}.
Diese beiden Matrizen werden gelegentlich auch durch {\displaystyle A^{-T}} und {\displaystyle A^{-H}} notiert. Für den Rang der Inversen gilt
{\displaystyle \operatorname {rang} \left(A^{-1}\right)=\operatorname {rang} (A)=n}
und für ihre Determinante
{\displaystyle \operatorname {det} \left(A^{-1}\right)=(\det A)^{-1}}.
Ist {\displaystyle \lambda } ein Eigenwert von {\displaystyle A} zum Eigenvektor {\displaystyle x}, so ist {\displaystyle \lambda ^{-1}} ein Eigenwert von {\displaystyle A^{-1}} ebenfalls zum Eigenvektor {\displaystyle x}.

### Invarianten
Manche reguläre Matrizen behalten ihre Zusatzeigenschaften unter Inversion. Beispiele hierfür sind:
- obere und untere Dreiecksmatrizen sowie strikt obere und untere Dreiecksmatrizen
- positiv definite und negativ definite Matrizen
- symmetrische, persymmetrische, bisymmetrische und zentralsymmetrische Matrizen
- unimodulare und ganzzahlige unimodulare Matrizen

## Berechnung
Zur Berechnung der Inversen einer Matrix {\displaystyle A} (auch als Inversion oder Invertierung der Matrix bezeichnet) nutzt man, dass deren {\displaystyle j}-ten Spalten {\displaystyle {\hat {a}}_{j}} jeweils die Lösungen der linearen Gleichungssysteme {\displaystyle A\cdot {\hat {a}}_{j}=e_{j}} mit dem {\displaystyle j}-ten Einheitsvektor als rechter Seite sind. Numerische Verfahren wie der Gauß-Jordan-Algorithmus führen dann zu effizienten Algorithmen zur Berechnung der Inversen. Daneben lassen sich unter Verwendung der Adjunkten einer Matrix auch explizite Formeln für die Inverse herleiten.
Im Folgenden wird angenommen, dass die Einträge der Matrix aus einem Körper stammen, damit die entsprechenden Rechenoperationen stets durchführbar sind.

### Gauß-Jordan-Algorithmus

#### Gleichungsdarstellung
Ausgeschrieben lautet die Matrixgleichung {\displaystyle A\cdot A^{-1}=I} mit {\displaystyle A=(a_{ij})} und {\displaystyle A^{-1}=({\hat {a}}_{ij})}
{\displaystyle {\begin{pmatrix}a_{11}&\ldots &a_{1n}\\\vdots &~&\vdots \\a_{n1}&\ldots &a_{nn}\end{pmatrix}}\cdot {\begin{pmatrix}{\hat {a}}_{11}&\ldots &{\hat {a}}_{1n}\\\vdots &~&\vdots \\{\hat {a}}_{n1}&\ldots &{\hat {a}}_{nn}\end{pmatrix}}={\begin{pmatrix}1&~&0\\~&\ddots &~\\0&~&1\end{pmatrix}}}.
Die {\displaystyle j}-te Spalte der Inversen {\displaystyle {\hat {a}}_{j}=\left({\hat {a}}_{1j},{\hat {a}}_{2j},\ldots ,{\hat {a}}_{nj}\right)^{T}} ergibt sich damit als Lösung des linearen Gleichungssystems
{\displaystyle A\cdot {\hat {a}}_{j}=e_{j}},
wobei {\displaystyle e_{j}} der {\displaystyle j}-te Einheitsvektor ist. Die Inverse einer Matrix {\displaystyle A} ist demnach spaltenweise in der Form
{\displaystyle A^{-1}=\left({\hat {a}}_{1}~|~{\hat {a}}_{2}~|~\ldots ~|~{\hat {a}}_{n}\right)}
aus den Lösungen {\displaystyle n} linearer Gleichungssysteme mit jeweils {\displaystyle A} als Koeffizientenmatrix und einem Einheitsvektor als rechter Seite zusammengesetzt.

#### Verfahren
Die Inverse einer Matrix kann nun effizient mit dem Gauß-Jordan-Algorithmus berechnet werden. Die Idee bei diesem Verfahren ist es, die {\displaystyle n} linearen Gleichungssysteme {\displaystyle A\cdot {\hat {a}}_{j}=e_{j}} simultan zu lösen. Hierzu wird zunächst die Koeffizientenmatrix {\displaystyle A} um die Einheitsmatrix {\displaystyle I} erweitert und man schreibt dann
{\displaystyle (\,A\,|\,I\,)=\left({\begin{array}{ccc|ccc}a_{11}&\ldots &a_{1n}\,&\,1&~&0\\\vdots &~&\vdots \,&\,~&\ddots &~\\a_{n1}&\ldots &a_{nn}\,&\,0&~&1\end{array}}\right)}.
Nun wird die Matrix {\displaystyle A} mit Hilfe elementarer Zeilenumformungen auf obere Dreiecksgestalt gebracht, wobei die Einheitsmatrix {\displaystyle I} mit umgeformt wird:
{\displaystyle (\,D\,|\,B\,)=\left({\begin{array}{ccc|ccc}\,*\,&\ldots &\,*\,\,&\,\,*\,&\ldots &\,*\,\\~&\ddots &\vdots \,&\,\vdots &~&\vdots \\0&~&\,*\,\,&\,\,*\,&\ldots &\,*\,\end{array}}\right)}.
An dieser Stelle kann entschieden werden, ob die Matrix {\displaystyle A} überhaupt eine Inverse besitzt. Die Matrix {\displaystyle A} ist nämlich genau dann invertierbar, wenn die Matrix {\displaystyle D} keine Null auf der Hauptdiagonalen enthält. Ist dies der Fall, so kann die Matrix {\displaystyle D} mit weiteren elementaren Zeilenumformungen zunächst auf Diagonalgestalt gebracht werden und dann durch entsprechende Skalierungen in die Einheitsmatrix überführt werden. Schließlich erhält man die Form
{\displaystyle (\,I\,|\,A^{-1}\,)=\left({\begin{array}{ccc|ccc}1&~&0\,&\,{\hat {a}}_{11}&\ldots &{\hat {a}}_{1n}\\~&\ddots &~\,&\,\vdots &~&\vdots \\0&~&1\,&\,{\hat {a}}_{n1}&\ldots &{\hat {a}}_{nn}\end{array}}\right)},
wobei auf der rechten Seite dann die gesuchte Inverse {\displaystyle A^{-1}} steht.

#### Beispiele
Als Beispiel werde die Inverse der reellen {\displaystyle (2\times 2)}-Matrix
{\displaystyle A={\begin{pmatrix}1&2\\2&3\end{pmatrix}}}
gesucht. Mit dem Gauß-Jordan-Algorithmus ergeben sich die Rechenschritte
{\displaystyle \left({\begin{array}{cc|cc}1&2\,&\,1&0\\{\color {BrickRed}2}&3\,&\,0&1\end{array}}\right)\rightarrow \left({\begin{array}{cc|cc}1&{\color {OliveGreen}2}\,&\,1&0\\0&-1\,&\,-2&1\end{array}}\right)\rightarrow \left({\begin{array}{cc|cc}1&0\,&\,-3&2\\0&{\color {Blue}-1}\,&\,-2&1\end{array}}\right)\rightarrow \left({\begin{array}{cc|cc}1&0\,&\,-3&2\\0&1\,&\,2&-1\end{array}}\right)}.
Hierbei wird zunächst die {\displaystyle \color {BrickRed}2} unterhalb der Diagonale eliminiert, was durch Subtraktion des Doppelten der ersten Zeile von der zweiten Zeile erfolgt. Anschließend wird die {\displaystyle \color {OliveGreen}2} oberhalb der Diagonale zu null gesetzt, was durch Addition des Doppelten der zweiten Zeile zur ersten Zeile geschieht. Im letzten Schritt wird dann das zweite Diagonalelement auf eins normiert, was eine Multiplikation der zweiten Zeile mit {\displaystyle \color {Blue}-1} erfordert. Die Inverse von {\displaystyle A} ist demnach
{\displaystyle A^{-1}={\begin{pmatrix}-3&2\\2&-1\end{pmatrix}}}.
Als weiteres Beispiel werde die Inverse der reellen {\displaystyle (3\times 3)}-Matrix
{\displaystyle A={\begin{pmatrix}1&2&0\\2&4&1\\2&1&0\end{pmatrix}}}
gesucht. Zunächst werden hier die beiden {\displaystyle \color {BrickRed}2}-en in der ersten Spalte eliminiert, was jeweils durch Subtraktion des Doppelten der ersten Zeile erfolgt. Nachdem in der zweiten Spalte nun das Pivotelement gleich {\displaystyle 0} ist, wird zur Elimination der {\displaystyle \color {BrickRed}-3} die zweite mit der dritten Zeile vertauscht und man erhält die obere Dreiecksform:
{\displaystyle \left({\begin{array}{ccc|ccc}1&2&0\,&\,1&0&0\\{\color {BrickRed}2}&4&1\,&\,0&1&0\\{\color {BrickRed}2}&1&0\,&\,0&0&1\end{array}}\right)\rightarrow \left({\begin{array}{ccc|ccc}1&2&0\,&\,1&0&0\\0&0&1\,&\,-2&1&0\\0&{\color {BrickRed}-3}&0\,&\,-2&0&1\end{array}}\right)\rightarrow \left({\begin{array}{ccc|ccc}1&2&0\,&\,1&0&0\\0&-3&0\,&\,-2&0&1\\0&0&1\,&\,-2&1&0\end{array}}\right)}.
Auch diese Matrix ist also invertierbar. Nun muss lediglich die verbleibende {\displaystyle \color {OliveGreen}2} oberhalb der Diagonalen zu null gesetzt werden, was durch Addition des Zweidrittelfachen der zweiten Zeile zur ersten Zeile geschieht. Schließlich muss noch die zweite Zeile durch {\displaystyle \color {Blue}-3} dividiert werden und man erhält als Ergebnis:
{\displaystyle \left({\begin{array}{ccc|ccc}1&{\color {OliveGreen}2}&0\,&\,1&0&0\\0&-3&0\,&\,-2&0&1\\0&0&1\,&\,-2&1&0\end{array}}\right)\rightarrow \left({\begin{array}{ccc|ccc}{\color {Blue}1}&0&0\,&\,-{\tfrac {1}{3}}&0&{\tfrac {2}{3}}\\0&{\color {Blue}-3}&0\,&\,-2&0&1\\0&0&1\,&\,-2&1&0\end{array}}\right)\rightarrow \left({\begin{array}{ccc|ccc}1&0&0\,&\,-{\tfrac {1}{3}}&0&{\tfrac {2}{3}}\\0&1&0\,&\,{\tfrac {2}{3}}&0&-{\tfrac {1}{3}}\\0&0&1\,&\,-2&1&0\end{array}}\right)}.
Die Inverse von {\displaystyle A} ist demnach
{\displaystyle A^{-1}={\begin{pmatrix}-{\tfrac {1}{3}}&0&{\tfrac {2}{3}}\\{\tfrac {2}{3}}&0&-{\tfrac {1}{3}}\\-2&1&0\end{pmatrix}}={\frac {1}{3}}{\begin{pmatrix}-1&0&2\\2&0&-1\\-6&3&0\end{pmatrix}}}.

#### Korrektheit
Dass durch den Gauß-Jordan-Algorithmus tatsächlich die inverse Matrix berechnet wird, kann wie folgt nachgewiesen werden. Sind {\displaystyle N_{1},\ldots ,N_{m}} Elementarmatrizen, mit denen die Matrix {\displaystyle A} in die Einheitsmatrix umgeformt wird, dann gilt
{\displaystyle I=N_{m}\dotsm N_{2}\cdot N_{1}\cdot A}.
Werden nun beide Seiten dieser Gleichung von rechts mit der Matrix {\displaystyle A^{-1}} multipliziert, folgt daraus
{\displaystyle A^{-1}=N_{m}\dotsm N_{2}\cdot N_{1}\cdot I}.
Wird demnach eine Matrix {\displaystyle A} durch Multiplikation von links mit einer Reihe von Elementarmatrizen in die Einheitsmatrix umgewandelt, so ergibt die Multiplikation der Einheitsmatrix mit diesen Elementarmatrizen in der gleichen Reihenfolge gerade die Inverse {\displaystyle A^{-1}}.

#### Laufzeit
Die Laufzeit des Gauß-Jordan-Algorithmus für die Inversion einer {\displaystyle (n\times n)}-Matrix beträgt {\displaystyle O(n^{3})}.

### Darstellung über die Adjunkte

#### Herleitung
Mit Hilfe der Cramerschen Regel lässt sich die Lösung des linearen Gleichungssystems {\displaystyle A\cdot {\hat {a}}_{j}=e_{j}} auch explizit durch
{\displaystyle {\hat {a}}_{ij}={\frac {\det A_{i}}{\det A}}}
angeben, wobei die Matrix {\displaystyle A_{i}} durch Ersetzen der {\displaystyle i}-ten Spalte mit dem Einheitsvektor {\displaystyle e_{j}} entsteht. Wird nun die Determinante im Zähler mit Hilfe des Laplaceschen Entwicklungssatzes nach der {\displaystyle i}-ten Spalte entwickelt, ergibt sich
{\displaystyle {\hat {a}}_{ij}={\frac {(-1)^{i+j}\cdot \det A_{ji}}{\det A}}},
wobei {\displaystyle A_{ij}} die Untermatrix von {\displaystyle A} ist, die durch Streichung der {\displaystyle i}-ten Zeile und {\displaystyle j}-ten Spalte entsteht (man beachte in obiger Formel die Vertauschung der Reihenfolge von {\displaystyle i} und {\displaystyle j}). Die Unterdeterminanten {\displaystyle \det A_{ij}} werden auch als Minoren von {\displaystyle A} bezeichnet. Die Zahlen
{\displaystyle {\tilde {a}}_{ij}=(-1)^{i+j}\cdot \det A_{ij}}
heißen auch Kofaktoren von {\displaystyle A} und bilden als Matrix zusammengefasst die Kofaktormatrix {\displaystyle \operatorname {cof} A=({\tilde {a}}_{ij})}. Die Transponierte der Kofaktormatrix wird auch Adjunkte {\displaystyle \operatorname {adj} A} von {\displaystyle A} genannt. Mit der Adjunkten hat die Inverse einer Matrix dann die explizite Darstellung
{\displaystyle A^{-1}={\frac {1}{\det A}}\cdot \operatorname {adj} A}.
Diese Darstellung gilt auch für Matrizen mit Einträgen aus einem kommutativen Ring mit Eins, sofern {\displaystyle \det A} eine Einheit in dem Ring darstellt.

#### Explizite Formeln
Für {\displaystyle (2\times 2)}-Matrizen ergibt sich damit die explizite Formel
{\displaystyle {\begin{pmatrix}a&b\\c&d\end{pmatrix}}^{-1}={\frac {1}{\det A}}\cdot {\begin{pmatrix}d&-b\\-c&a\end{pmatrix}}={\frac {1}{ad-bc}}\cdot {\begin{pmatrix}d&-b\\-c&a\end{pmatrix}}}.
Für {\displaystyle (3\times 3)}-Matrizen ergibt sich entsprechend die Formel
{\displaystyle {\begin{pmatrix}a&b&c\\d&e&f\\g&h&i\end{pmatrix}}^{-1}={\frac {1}{\det A}}\cdot {\begin{pmatrix}ei-fh&ch-bi&bf-ce\\fg-di&ai-cg&cd-af\\dh-eg&bg-ah&ae-bd\end{pmatrix}}},
wobei {\displaystyle \det A} mit der Regel von Sarrus angegeben werden kann. Auch für größere Matrizen können auf diese Weise explizite Formeln für die Inverse hergeleitet werden; ihre Darstellung und Berechnung erweist sich jedoch schnell als sehr aufwändig.

#### Beispiele
Die Inverse der folgenden reellen {\displaystyle (2\times 2)}-Matrix ergibt sich zu
{\displaystyle {\begin{pmatrix}1&2\\3&4\end{pmatrix}}^{-1}={\frac {1}{4-6}}\,{\begin{pmatrix}4&-2\\-3&1\end{pmatrix}}={\frac {1}{2}}{\begin{pmatrix}-4&2\\3&-1\end{pmatrix}}}
und die Inverse der folgenden reellen {\displaystyle (3\times 3)}-Matrix zu
{\displaystyle {\begin{pmatrix}2&-1&0\\-1&2&-1\\0&-1&2\end{pmatrix}}^{-1}={\frac {1}{8-2-2}}\,{\begin{pmatrix}4-1&2-0&1-0\\2-0&4-0&2-0\\1-0&2-0&4-1\end{pmatrix}}={\frac {1}{4}}{\begin{pmatrix}3&2&1\\2&4&2\\1&2&3\end{pmatrix}}}.

### Blockweise Inversion
Ist eine quadratische Blockmatrix {\displaystyle M=\left({\begin{matrix}A&B\\C&D\end{matrix}}\right)} gegeben, wobei {\displaystyle A} und das Schur-Komplement {\displaystyle M/A:=D-CA^{-1}B} von {\displaystyle A} in {\displaystyle M} eine reguläre Matrix ist, dann ist auch {\displaystyle M} eine reguläre Matrix und es gilt
{\displaystyle M=\left({\begin{matrix}I&0\\CA^{-1}&I\end{matrix}}\right)\left({\begin{matrix}A&0\\0&M/A\end{matrix}}\right)\left({\begin{matrix}I&A^{-1}B\\0&I\end{matrix}}\right)}
Daraus folgt für die inverse Matrix
{\displaystyle {\begin{aligned}M^{-1}&=\left({\begin{matrix}I&A^{-1}B\\0&I\end{matrix}}\right)^{-1}\left({\begin{matrix}A&0\\0&M/A\end{matrix}}\right)^{-1}\left({\begin{matrix}I&0\\CA^{-1}&I\end{matrix}}\right)^{-1}\\&=\left({\begin{matrix}I&-A^{-1}B\\0&I\end{matrix}}\right)\left({\begin{matrix}A^{-1}&0\\0&(M/A)^{-1}\end{matrix}}\right)\left({\begin{matrix}I&0\\-CA^{-1}&I\end{matrix}}\right)\\&=\left({\begin{matrix}A^{-1}+A^{-1}B(M/A)^{-1}CA^{-1}&-A^{-1}B(M/A)^{-1}\\-(M/A)^{-1}CA^{-1}&(M/A)^{-1}\end{matrix}}\right)\end{aligned}}}
Wenn {\displaystyle D} und das Schur-Komplement {\displaystyle M/D:=A-BD^{-1}C} von {\displaystyle D} in {\displaystyle M} eine reguläre Matrix ist, gilt entsprechend
{\displaystyle M=\left({\begin{matrix}I&BD^{-1}\\0&I\end{matrix}}\right)\left({\begin{matrix}M/D&0\\0&D\end{matrix}}\right)\left({\begin{matrix}I&0\\D^{-1}C&I\end{matrix}}\right)}
und für die inverse Matrix
{\displaystyle {\begin{aligned}M^{-1}&=\left({\begin{matrix}I&0\\D^{-1}C&I\end{matrix}}\right)^{-1}\left({\begin{matrix}M/D&0\\0&D\end{matrix}}\right)^{-1}\left({\begin{matrix}I&BD^{-1}\\0&I\end{matrix}}\right)^{-1}\\&=\left({\begin{matrix}I&0\\-D^{-1}C&I\end{matrix}}\right)\left({\begin{matrix}(M/D)^{-1}&0\\0&D^{-1}\end{matrix}}\right)\left({\begin{matrix}I&-BD^{-1}\\0&I\end{matrix}}\right)\\&=\left({\begin{matrix}(M/D)^{-1}&-(M/D)^{-1}BD^{-1}\\-D^{-1}C(M/D)^{-1}&D^{-1}+D^{-1}C(M/D)^{-1}BD^{-1}\end{matrix}}\right)\end{aligned}}}
Mithilfe dieser Formel kann die inverse Matrix einer quadratischen ({\displaystyle k\times k})-Blockmatrix {\displaystyle A\in R^{n\times n}} mit Blöcken der Dimension {\displaystyle b\times b} effizient berechnet werden. Es ist also {\displaystyle n=k\cdot b}. Die Laufzeit für die Inversion beträgt {\displaystyle O(k^{2}\cdot b^{3}\cdot 4^{k})}. Im Vergleich dazu beträgt die Laufzeit für den Gauß-Jordan-Algorithmus {\displaystyle O(n^{3})=O(k^{3}\cdot b^{3})}.

### Darstellung mithilfe des charakteristischen Polynoms
Speziell für eine quadratische, reguläre Matrix lässt sich das Inverse mithilfe ihres charakteristischen Polynomes berechnen:
Sei {\displaystyle A\in K^{n\times n}} eine quadratische Matrix, und {\displaystyle \chi _{A}(t)=\alpha _{0}+\alpha _{1}\cdot t^{1}+\ldots +\alpha _{n}\cdot t^{n}} das charakteristische Polynom von {\displaystyle A}. Dann ist {\displaystyle A} genau dann regulär, wenn {\displaystyle \alpha _{0}\neq 0} ist, da {\displaystyle \alpha _{0}} gleich der Determinante von {\displaystyle A} ist, und es gilt
{\displaystyle A^{-1}={\frac {-1}{\det(A)}}\left(\alpha _{1}I_{n}+\alpha _{2}A+\ldots +\alpha _{n}A^{n-1}\right)}
Das Einsetzen der Matrix in das Polynom verläuft analog zum Einsetzen einer reellen Zahl, nur dass hier die Rechenregeln für Matrizen gelten. {\displaystyle I_{n}} bezeichnet die Einheitsmatrix mit {\displaystyle n} Zeilen und Spalten.

#### Herleitung
Ausgenutzt wurde hierbei der Satz von Cayley-Hamilton, welcher besagt, dass sich immer {\displaystyle 0} ergibt, wenn man eine Matrix in ihr charakteristisches Polynom einsetzt. Für {\displaystyle A\in K^{n,n}} mit ihrem charakteristischen Polynom {\displaystyle \chi _{A}(t)=\alpha _{0}+\alpha _{1}\cdot t^{1}+\ldots +\alpha _{n}\cdot t^{n}} gilt also immer:
{\displaystyle \chi _{A}(A)=0\,\,\Longleftrightarrow \,\,\alpha _{0}\cdot I_{n}+\sum _{i=1}^{n}\alpha _{i}\cdot A^{i}=0\,\,\Longleftrightarrow \,\,-\alpha _{0}\cdot I_{n}=A\cdot \sum _{i=1}^{n}\alpha _{i}\cdot A^{i-1}\,\,\Longleftrightarrow \,\,A^{-1}=\displaystyle -{\frac {\sum _{i=1}^{n}\alpha _{i}\cdot A^{i-1}}{\alpha _{0}}}}

#### Beispiel
Sei {\displaystyle A={\begin{pmatrix}3&2&5\\1&1&3\\2&4&6\end{pmatrix}}}. Dann ist ihr charakteristisches Polynom {\displaystyle \chi _{A}(t)=t^{3}-10\cdot t^{2}+3\cdot t+8}.
Einsetzen in die Formel ergibt:
{\displaystyle {\begin{aligned}A^{-1}&={\frac {-1}{\alpha _{0}}}\sum _{i=1}^{n}\alpha _{i}\cdot A^{i-1}\\\\&={\frac {-1}{\alpha _{0}}}\left(\alpha _{1}\cdot I_{3}+\alpha _{2}\cdot A+\alpha _{3}\cdot A^{2}\right)\\\\&={\frac {-1}{8}}\left(3\cdot {\begin{pmatrix}1&0&0\\0&1&0\\0&0&1\end{pmatrix}}-10\cdot {\begin{pmatrix}3&2&5\\1&1&3\\2&4&6\end{pmatrix}}+1\cdot {\begin{pmatrix}21&28&51\\10&15&26\\22&32&58\end{pmatrix}}\right)\\\\&=-{\frac {1}{8}}{\begin{pmatrix}-6&8&1\\0&8&-4\\2&-8&1\end{pmatrix}}\end{aligned}}}
Wobei hier die Zusammenhänge {\displaystyle \alpha _{0}=\det(A)} (siehe charakteristisches Polynom) sowie {\displaystyle A^{0}=I_{n}}(siehe Einheitsmatrix) ausgenutzt wurden.

### Numerische Berechnung
Generell werden in der Numerik lineare Gleichungssysteme der Form {\displaystyle Ax=b} nicht über die Inverse durch
{\displaystyle x=A^{-1}b},
sondern mit speziellen Verfahren für lineare Gleichungssysteme gelöst (siehe Numerische lineare Algebra). Der Berechnungsweg über die Inverse ist zum einen wesentlich aufwändiger und zum anderen weniger stabil. Gelegentlich kann es jedoch erforderlich sein, die Inverse einer Matrix explizit zu ermitteln. Insbesondere bei sehr großen Matrizen wird dann auf Näherungsverfahren zurückgegriffen. Ein Ansatz hierfür ist die Neumann-Reihe, mit der die Inverse einer Matrix durch die unendliche Reihe
{\displaystyle A^{-1}=\sum _{k=0}^{\infty }(I-A)^{k}}
dargestellt werden kann, sofern die Reihe konvergiert. Wird diese Reihe nach endlich vielen Termen abgeschnitten, erhält man eine näherungsweise Inverse. Für spezielle Matrizen, wie Bandmatrizen oder Toeplitz-Matrizen, gibt es eigene effiziente Berechnungsverfahren zur Ermittlung der Inversen.

## Verwendung

### Spezielle Matrizen
Mit Hilfe der inversen Matrix können folgende Klassen von Matrizen charakterisiert werden:
- Für eine selbstinverse Matrix ist die Inverse gleich der Ausgangsmatrix, das heißt {\displaystyle A^{-1}=A}.
- Für eine orthogonale Matrix ist die Inverse gleich der Transponierten, das heißt {\displaystyle A^{-1}=A^{T}}.
- Für eine unitäre Matrix ist die Inverse gleich der Adjungierten, das heißt {\displaystyle A^{-1}=A^{H}}.

Weitere Matrizen, deren Inverse explizit angegeben werden kann, sind neben Diagonalmatrizen unter anderem Frobeniusmatrizen, Hilbertmatrizen und Tridiagonal-Toeplitz-Matrizen.

### Inverse Abbildungen
Sind {\displaystyle V} und {\displaystyle W} zwei {\displaystyle n}-dimensionale Vektorräume über dem Körper {\displaystyle K}, dann wird die zu einer gegebenen bijektiven linearen Abbildung {\displaystyle f\colon V\to W} zugehörige inverse Abbildung {\displaystyle f^{-1}\colon W\to V} durch
{\displaystyle f^{-1}\circ f=f\circ f^{-1}=\operatorname {id} }
charakterisiert, wobei {\displaystyle \operatorname {id} } die identische Abbildung darstellt. Ist nun {\displaystyle \{v_{1},\ldots ,v_{n}\}} eine Basis für {\displaystyle V} und {\displaystyle \{w_{1},\ldots ,w_{n}\}} eine Basis für {\displaystyle W}, dann gilt für die zugehörigen Abbildungsmatrizen {\displaystyle A_{f}\in K^{n\times n}} und {\displaystyle A_{f^{-1}}\in K^{n\times n}} die Beziehung
{\displaystyle A_{f^{-1}}=A_{f}^{-1}}.
Die Abbildungsmatrix der inversen Abbildung ist demnach gerade die Inverse der Abbildungsmatrix der Ausgangsabbildung.

### Duale Basen
Ist {\displaystyle V} ein endlichdimensionaler Vektorraum über dem Körper {\displaystyle K}, dann ist der zugehörige Dualraum {\displaystyle V^{\ast }} der Vektorraum der linearen Funktionale {\displaystyle V\to K}. Ist {\displaystyle \{v_{1},\ldots ,v_{n}\}} eine Basis für {\displaystyle V}, dann wird die zugehörige duale Basis {\displaystyle \{v_{1}^{\ast },\ldots ,v_{n}^{\ast }\}} von {\displaystyle V^{\ast }} mit Hilfe des Kronecker-Deltas durch
{\displaystyle v_{i}^{\ast }(v_{j})=\delta _{ij}}
für {\displaystyle i,j=1,\ldots ,n} charakterisiert. Ist nun {\displaystyle A_{v}=(x_{1}\mid \ldots \mid x_{n})} die Matrix bestehend aus den Koordinatenvektoren der Basisvektoren, dann ergibt sich die zugehörige duale Matrix {\displaystyle A_{v^{\ast }}=(x_{1}^{\ast }\mid \ldots \mid x_{n}^{\ast })^{T}} als
{\displaystyle A_{v^{\ast }}=A_{v}^{-1}}.
Die Basismatrix der dualen Basis ist demnach gerade die Inverse der Basismatrix der primalen Basis.

### Weitere Anwendungen
Inverse Matrizen werden in der linearen Algebra unter anderem auch verwendet:
- bei Äquivalenzrelationen, beispielsweise der Ähnlichkeit und der Äquivalenz von Matrizen
- bei Normalformen von Matrizen, beispielsweise der Jordan-Normalform oder der Frobenius-Normalform
- bei Matrixzerlegungen, beispielsweise der Singulärwertzerlegung
- bei der Berechnung der Kondition regulärer Matrizen